# Міжнародні санкції
Міжнародні санкції — колективні або односторонні примусові заходи, які застосовуються одними державами чи міжнародними організаціями до інших, що порушили норми міжнародного права. Можуть вживатися в односторонньому порядку, або на багатосторонній основі.
Українське законодавство надає таке визначення терміна: «Міжнародні санкції – санкції, які визнаються Україною відповідно до міжнародних договорів України або рішень міждержавних об’єднань, міжнародних, міжурядових організацій, участь у яких бере Україна, а також іноземних держав (у порядку, визначеному Кабінетом Міністрів України) щодо замороження активів визначених осіб або обмеження будь-якого доступу до них».

## Типи санкцій
Є кілька типів санкцій.
- Дипломатичні санкції — зменшення дипломатичної присутності чи припинення дипломатичних відносин на рівні посольств.
- Економічні санкції — повне припинення торговельних відносин, або їх обмеження в окремих секторах.
- Військові санкції — військова інтервенція.